# 梨形环口螺
梨形环口螺（学名：Cyclophorus pyrostoma）为环口螺科环口螺属的动物，是中国的特有物种。分布于海南，生活环境为陆地，常见于阴暗潮湿多腐殖质的灌木草丛树林、落叶石块下、石缝树洞中以及芭蕉叶腋里。